# 艳枝藓属
艳枝藓属（学名：Eucladium）是丛藓科的一属。本属有2种，分布于南北半球的温带地区，生长在山地石灰岩上或砂石上。中国仅有1种，见于陕西。

## 下属物种
本属包括以下物种：
- 艳枝藓 Eucladium verticillatum (With.) Bruch & Schimp.